# Xyris coronata
Xyris coronata là một loài thực vật hạt kín trong họ Hoàng đầu. Loài này được Haines miêu tả khoa học đầu tiên năm 1924.